# Forza Italia
A Forza Italia (magyarul: Hajrá Olaszország!, rövidítése: FI) Olaszország legnagyobb jobboldali pártja volt 1994 és 2009 között. Silvio Berlusconi, Olaszország egyik leggazdagabb embere, a Fininvest elnöke alapította 1994 januárjában. Az Európai Néppárt tagja, melynek egyébként egyik alelnöki pozícióját Antonio Tajani FI-s politikus tölti be.
Az 1994-es választásokon 101 képviselőházi és 41 szenátusi helyet sikerült szerezni. Ekkor Berlusconit választották az Olasz Köztársaság miniszterelnökévé. Az 1996-os választásokon a Romano Prodi vezette balközép koalíció buktatta meg a jobbközép kormányt, ekkor az FI 123 mandátumot szerzett a képviselőházban. A 2001-es választásokon ismét a jobbközép a jobbközép koalíció (Casa delle Liberta) aratott győzelmet, és az FI 193 mandátumot szerzett. A 2006-os választásokon alulmaradt a szövetség, a FI kénytelen volt 140 képviselői hellyel beérni. 2008-ban azután Berlusconi-féle FI és a Gianfranco Fini vezette Nemzeti Szövetség (Alleanza Nazionale, AN) több kisebb jobboldali szervezettel közösen létrehozta a Szabadság Népe (Il Popolo della Libertà, PdL) nevű politikai formációt. Ez megnyerte a választásokat, és 3 évig ismét Berlusconi lett a miniszterelnök.

## Története

### Alapítása
A pártot Silvio Berlusconi vállalkozó, a Mediaset médiatársaság tulajdonosa alapította 1994-ben, amit számos jobboldali értelmiségi a Forza Italia! Associazione per il buon governo (Hajrá Olaszország! Társaság a jó kormányért) nevű közös dolgozata nyomán született meg, amit Marcello Dell'Utri, Antonio Martino, Gianfranco Ciaurro, Mario Valducci, Antonio Tajani, Cesare Previti és Giuliano Urbani írt meg többek közt. A Forza Italia! kifejezés a Kereszténydemokrata Párt 1987-es választási kampányából ered.
A párt alapítása az Olaszország 1990-es évek elejét meghatározó Tangentopoli-ügy hatására történt meg. Erre az időszakra az ország életét 1945 óta meghatározó Kereszténydemokrata Párt meghatározó politikusa mellett érintett volt az Olasz Szocialista Párt és több más párt politikusa is a korrupciós botránysorozatban.
A botránysorozat miatt teljesen hiteltelenné váltak a kor meghatározó pártjai és a kereszténydemokraták helyét az Északi Liga és a mérséklődő Olasz Szociális Mozgalom is be akarta tölteni. A két párt csak regionálisan volt népszerű, emiatt hiányzott egy országosan is népszerű jobboldali párt is.
1994 januárjában Silvio Berlusconi bejelentette a választásokon való indulását és a Forza Italia megalapítását. A párt a liberális, jobbközép és balközép szavazókat próbálta összefogni, a néhai kereszténydemokraták szavazótáborát.  A közelgő választásokra a baloldal Haladók Szövetsége nélkül koalícióba szervezte a baloldali pártokat, míg a jobboldalon két tömörülés alakult, akik választási szövetséget kötöttek: az északi tartományokban a Szabadság Pólusa koalíció jött létre az Északi Liga, Forza Italia és a Kereszténydemokrata Centrum pártokkal; délen a Jó Kormány Pólusa koalíció a Forza Italia, Nemzeti Szövetség, Kereszténydemokrata Centrum és a Közép Uniója pártokkal jött létre.
Az 1994-es választásokon a párt egyénileg 8,1 millió szavazatot kapott a Képviselőházba, amivel összesen a listás és arányos szavazatokkal együtt 132 mandátumot szerzett.

## Ideológiája
A párt alapértékei közé a szabadság és az individualizmus tartozott. A párt liberális konzervatív, konzervatív liberális, nemzeti konzervatív és liberális ideológiájúként volt sokszor jellemezve.  A választói bázisa a pártnak heterogén volt és az ideológiai különbségek is nagyok voltak a különböző országrészek között: az észak-olasz szavazók jellemzően a párt libertariánus irányzatát támogatták, míg a déli régiókban az etatista irányzat volt a jellemző. A pártnak az északi fellegvárai, mint Lombardia és Veneto és a déli fellegvárai, mint Szicília és Puglia régiók egykor a Kereszténydemokrata Párt fellegvárai voltak. A dél-olasz szavazók javarészt volt kereszténydemokrata, míg az észak-olasz szavazók többnyire liberálisak voltak.
A Forza Italia példaképének tekintette Alcide de Gasperi kereszténydemokrata, Giuseppe Sagarat szociáldemokrata, Luigi Einaudi liberális és Ugo La Malfa republikánus politikusokat.
A párt magát úgy jellemezte, hogy hídat képez a katolikusok és nem-katolikusok között, az Első Köztársaság közélete megosztottá tett és egyfajta "uniót" képez, amely "három politikai-kultúrális térfelet szervez egységbe: a liberális és népi katolikusok, a liberális és republikánus humanisták és a liberális szocialisták között". Egy pártkongresszuson tartott beszédében Berlusconi 1998-ban úgy nyilatkozott, hogy "az Államról alkotott liberális viziónk összhangban áll a katolikus társadalmi tanításokkal".